# آنا شابن راي
آنا شابن راي (بالإنجليزية: Anna Chapin Ray)‏ هي كاتِبة أمريكية، ولدت في 3 يناير 1865 في ويستفيلد في الولايات المتحدة، وتوفيت في 13 ديسمبر 1945.